# Lissonota aleutiana
Lissonota aleutiana är en stekelart som först beskrevs av Cresson 1879.  Lissonota aleutiana ingår i släktet Lissonota och familjen brokparasitsteklar. Inga underarter finns listade i Catalogue of Life.